# NGC 2485
NGC 2485 ist eine Spiralgalaxie vom Hubble-Typ Sa im Sternbild Kleiner Hund südlich der Ekliptik. Sie ist schätzungsweise 200 Millionen Lichtjahre von der Milchstraße entfernt und hat einen Durchmesser von etwa 95.000 Lj.
Im selben Himmelsareal befinden sich die Galaxien NGC 2491, NGC 2496, NGC 2499.
Das Objekt wurde am 25. März 1864 von Albert Marth entdeckt.